# اللغة السنغسري
سنغسري هي لغة إيرانية يتم التحدث بها بشكل رئيسي في مقاطعتي سمنان وطهران في إيران، وخاصة في مهدي شهر وفي العديد من القرى المحيطة. تم تضمين سنغسري في مجموعة سمناني للغات الإيرانية الشمالية الغربية التي تشمل أيضًا لاسجردي وسمناني وسرخه‌اي. هناك حوالي 50000 من المتحدثين باللغة السنغسري.
يصنف غلوتولوغ سنغسري تحت عائلة لغة «كميسنيان».

## علم الأصوات
حروف العلة في سنغسري هي / a ، a: ، e ، e: ، i ، o ، ö ، u ، u: /. الحروف الساكنة هي نفسها في الفارسية.

## الضمائر
يميز سنغسري رقمين في الضمائر - المفرد والجمع - ويميز حالتين في المفرد - المباشر (الاسمي) والمائل (الحالات الأخرى). الأشكال المذكر والمؤنث مميزة في ضمائر الشخص الثالث المفرد.
|      | 1 sg | 2 sg | 3 sg masc. | 3 sg fem. | 1 pl | 2 pl | 3 pl |
| ---- | ---- | ---- | ---------- | --------- | ---- | ---- | ---- |
| dir. | a    | tö   | nö         | nā        | ham  | xā   | anun |
| obl. | ma   | ta   | ne         | nī        | ham  | xā   | anun |

## ملحوظات
1. ↑  Ethnologue listing of Semnani languages
2. ↑  Ethnologue listing for Sangisari نسخة محفوظة 2012-09-27 على موقع واي باك مشين.
3. ↑  "Glottolog 4.4 - Komisenian". مؤرشف من الأصل في 2022-10-26.
4. ↑  "Category:Komisenian languages - Wiktionary". مؤرشف من الأصل في 2022-10-26.
5. 1 2  Lecoq, pg. 309.